# Rosa María O´Leary Franco

Ubicación aproximada del desastre ambiental por un derrame minero en los ríos Bacanuchi y Sonora

Rosa María O´Leary Franco (Magdalena de Kino, Sonora, 19 de septiembre de 1951) es teniente retirada, bioquímica, ambientalista y activista mexicana. Ha sido reconocida por su activismo y defensa ambiental en la región. Desde el 2008, la reunión regional sobre medio ambiente otorga el premio Rosa María O’Leary Franco, como un reconocimiento a personajes que hayan sostenido una defensa por la conservación y respeto al medio ambiente.

## Trayectoria
Sus primeros años de vida fueron en Benjamín Hill y Nogales hasta que su familia se mudó a Hermosillo, donde actualmente radica. Estudió la licenciatura de Química Bióloga en la Universidad de Sonora. Laboró en el Instituto Mexicano del Seguro Social, en el Hospital Regional número 4, y el Hospital Regional número 1, ambos de la Secretaría de la Defensa Nacional. Formó parte del ejército mexicano, donde se desempeñó como teniente.

## Activismo
En 1998 participó activamente en el movimiento en contra el Confinamiento y Tratamiento de Residuos (CYTRAR) ubicado en el kilómetro 15 de la carretera federal número 15, tramo Hermosillo-Guaymas, en Hermosillo, Sonora. La participación de la activista fue clave dentro del movimiento debido a sus conocimientos técnicos y compromiso combativo con el medio ambiente. El confinamiento fue licitado por el Ayuntamiento de Hermosillo a la empresa española Técnicas Medioambientales (TecMed), para fungir como un repositorio de residuos de la industria automotriz, materiales sólidos, solventes, aceites y demás basura industrial. Al conocerse la cercanía de este depósito con las inmediaciones de la ciudad, un grupo de ciudadanos se plantaron a fuera del predio para exigir estudios ambientales y su cierre inmediato. La manifestación ciudadana se enfrentó a autoridades locales y nacionales, lo que produjo que el 7 de marzo de 1998 fueran desalojados por grupos especiales de la policía estatal.
Tras meses de denuncias en distintos medios de comunicación, y la interposición de juicios internacionales, en noviembre del 1998 se logró el cierre del confinamiento; sin embargo aún permanecen cerca de 300 mil toneladas de tóxicos en sus depósitos sin que estos sean monitoreados por ninguna autoridad ambiental. Hasta el día de hoy se desconoce el impacto y afectaciones a la salud que tendrán los habitantes de la ciudad.
Otra de sus luchas sociales fue promover la clausura de la empresa española Abengoa-Befesa operadora de un basurero tóxico en Zimapán, Hidalgo, lo que derivó en un pleito legal en contra de los inversionistas por indemnizaciones a los afectados. Ha participado en distintas defensas ambientales, entre las que se encuentra las demandas contra la minera en Cumpas, a cargo de la empresa chilena Molymex, cuyas acciones y participación derivó en su reclusión por seis días; en la defensa del Río Sonora tras el desastre ecológico en los ríos Bacanuchi y Sonora y la construcción del Tren Maya.
Rosa María también ha participado en las protestas sociales solidarizándose con los mineros de Cananea y Nacozari, contra el despojo de los vecinos de la presa Abelardo Rodríguez, en la defensa de las áreas verdes de Hermosillo, Sonora. Ha acompañado la demanda de justicia de los padres del incendio de la Guardería ABC en el 2009.

## Reconocimientos
En el 2008, durante la IV reunión regional sobre medio ambiente, se instauró el reconocimiento denominado Rosa María O´leary Franco, como una manera de distinguir a perfiles ciudadanos que emprendan luchas por la conservación y respeto al medio ambiente.
El 25 de noviembre en el Día Internacional para la Eliminación de la Violencia contra las Mujeres,  el partido político Movimiento Ciudadano le otorgó el Premio Nacional Benito Juárez García por su trayectoria como activista y defensora de los derechos ambientales.
En diciembre del 2018 se realizó un homenaje en donde se reconoció su trayectoria por parte de distintos colectivos, activistas de Sonora y el rector de la Universidad de Sonora.
El 17 de octubre de 2022 recibió la Presea al Poderío de las Mujeres Sonorenses que entrega el Congreso del Estado de Sonora en la categoría de Trabajo Social.